# Cookin’ at the Queens: Live in Las Vegas 1984 & 1988
Cookin’ at the Queens: Live in Las Vegas 1984 & 1988 ist ein Jazzalbum von Emily Remler. Die 1984 und 1988 im Queens Hotel in Las Vegas entstandenen Aufnahmen erschienen 2024 auf Resonance Records.

## Hintergrund
Diese bisher unveröffentlichte Live-Aufnahme umfasst zwei Auftritte der Gitarristin, in Quartettbesetzung von 1984 mit dem Pianisten Cocho Arbe, dem Bassisten Carson Smith und dem Schlagzeuger Tom Montgomery sowie ein Trio-Auftritt von 1988 mit Smith und dem Schlagzeuger John Pisci. Diese Live-Aufnahmen, die erste Remler-Veröffentlichung seit 34 Jahren, wurden produziert von Zev Feldman und Bill Milkowski.

## Titelliste
- Cookin’ at the Queens: Live in Las Vegas 1984 & 1988 (Resonance Records / hm-Bertus HCD 207)[1]

CD 1
1. Moanin' (Bobby Timmons) 9:43
2. How Insensitive (Insensatez) (Antonio Carlos Jobim, N. Gimbel, Vinicius de Moraes) 9:52
3. Autumn Leaves (Jacques Prévert, Johnny Mercer, Joseph Kosma) 8:03
4. Polka Dots and Moonbeams (Johnny Burke, Jimmy Van Heusen) 10:01
5. Samba de Orfeu (Antônio Maria, Luis Bonfá) 8:52
6. Hot House (Tadd Dameron) / What Is This Thing Called Love? (Cole Porter) 5:58
7. You Don’t Know What Love Is (Don Raye, Gene De Paul) 11:00
8. West Coast Blues (Wes Montgomery) 11:56
9. Tenor Madness (Sonny Rollins) 4:50

CD 2
1. Out of Nowhere (Edward Heyman, Johnny Green) 8:19
2. Manha de Carnaval (A. Maria, L. Bonfá) 13:35
3. Cisco (Pat Metheny) 6:14
4. Yesterdays (Jerome Kern, Otto Harbach) 8:18
5. All Blues (Miles Davis) 13:15
6. Someday My Prince Will Come (Frank Churchill, Larry Morey) 9:02
7. So What (Miles Davis) / Impressions (John Coltrane) 11:13
8. D-Natural Blues (Wes Montgomery) 8:18

## Rezeption
Nach Ansicht von Pierre Giroux, der das Album in All About Jazz rezensierte, ist Remlers Gitarrenspiel fest verwurzelt in ihrer Bewunderung für Jazzlegenden wie Wes Montgomery, Pat Martino und George Benson. In diesen Live-Sessions fange Remler den Geist der Jazzgitarre in ihrer reinsten Form ein – intim, experimentierfreudig und zutiefst ausdrucksstark. Diese Veröffentlichung sei ein hemmungsloser Swinger und diene sowohl als Hommage an ihre Idole als auch als kraftvoller Ausdruck ihrer musikalischen Identität.
Beim früh verstorbenen Seelenverwandten Wes Montgomery würde Remler anknüpfen, der nicht nur in ihrem Blues-Feeling und ihrer Melodik weiterlebe, sondern auch in technischen Details wie seinen berühmten Oktavläufen, schrieb Marcus A. Woelfle in Rondo. Seine Nachfolge habe sie aber nicht in sklavischer Imitation angetreten, sondern – wie gerade auch diese Aufnahmen belegten – mit funkensprühender Kreativität. Ob Bop, Blues, Ballade oder Bossa Nova – immer würde sie hundertprozentige Hingabe, emotionale Dringlichkeit, swingenden und zwingend logischen Ideenfluss zeigen, eine bewundernswerte Virtuosität, die nie Selbstzweck sei, und eine Improvisationsgabe, die zugleich tief aus der Seele und aus höheren Regionen zu kommen scheine.